# Jean-Pierre Faye

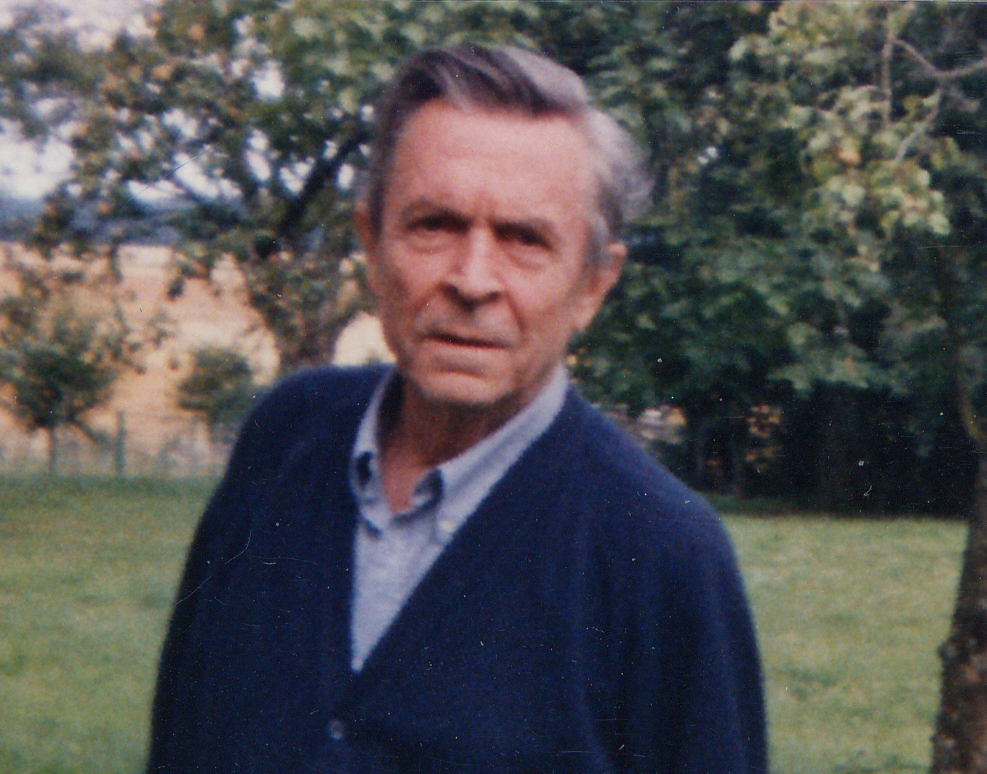
Jean-Pierre Faye (2002)

Jean-Pierre Faye (* 19. Juli 1925) ist ein französischer Schriftsteller, Philosoph und Literaturhistoriker. Er ist nicht Mitbegründer der Zeitschrift Tel Quel, sondern nur Mitglied des Redaktionskomitees von der Nr. 14 (Sommer 1963) bis zur Nr. 31 (Herbst 1967).
Fayes Hauptinteresse gilt der Theorie der Narration. Ein Narrativ ist in seinen Augen dadurch gekennzeichnet, dass es intern auf die Unterscheidung wahr/falsch verzichtet, jedoch gegenüber anderen Narrativen einen Ausschlusscharakter besitzt: jedes Narrativ behauptet zugleich die Unrichtigkeit aller anderen Narrative. Das Verhältnis von sprachlich verfasster Geschichte und historischer Wahrheit gehört zu den Grundproblemen seiner Arbeiten.
Sein bekanntestes wissenschaftliches Werk ist Langages totalitaires. Critique de la raison / économie narrative (1972) (dt. Totalitäre Sprachen, 1977), eine minutiöse Analyse der ideologischen Bewegungen im Deutschland der Weimarer Republik. In Le piège schildert er das politische Verhalten Martin Heideggers im Dritten Reich. Es ist seine These, dass Heideggers Werk seit 1934 keineswegs von 'innerer Emigration' und implizitem Widerstand gegen das NS-Regime, sondern lediglich durch die ideelle Abgrenzung von anderen Fachkollegen geprägt war. Nach 1945 habe Heidegger die Abstraktheit seiner Schriften genutzt, um sie in der Öffentlichkeit so darzustellen, als seien sie von innerem Widerstand gegen die Diktatur geprägt, während sie in Wahrheit lediglich einen Konflikt mit Kollegen abbildeten.
Fayes schriftstellerisches Werk, das von William Faulkner geprägt ist, umfasst vor allem Erzählungen; La Cassure und Battement befassen sich mit dem Algerienkrieg. Für den Roman L'Écluse, der den Kalten Krieg behandelt, erhielt Faye 1964 den „Prix Renaudot“. Er schrieb auch das Libretto zu einer Kammeroper von Juan Allende-Blin.
Nach seinem Rückzug von Tel Quel im Jahr 1967 gründete Faye zusammen mit Jacques Roubaud die Zeitschrift Change. In der Folgezeit liefern sich Faye und Tel Quel heftige ideologische Gefechte.

## Bibliographie

### Poetische Werke
- L'Écluse (1964)
- Couleurs pliées (1965)
- L'Hexagramme (1970)
- Verres (1977)
- Le livre de lioube (1992)
- La grande nap (1992)
- Didjla, le tigre (1994)
- Guerre trouvée (1997)

### Wissenschaftliche und essayistische Werke
- Théorie du récit (1972)
- Langages totalitaires (1972)
- Migrations du récit sur le peuple juif (1974)
- Le Dictionnaire politique portatif en cinq mots (1982)
- La raison narrative (1990)
- L' Europe une (1992)
- La déraison antisémite et son langage (1993)
- Le piège. La philosophie heideggerienne et le nazisme. Balland 1994, ISBN 2-7158-1059-8
- Le langage meurtrier (1996)
- Le livre du vrai (1998)
- Nietzsche et Salomé: la philosophie dangereuse (2000)

### In deutscher Übersetzung (Auswahl)
- Die Schleuse (1967)
- Totalitäre Sprachen (1977, zwei Bände)
- Den Tod verändern. Sade und das Politische. In: Bernhard Dieckmann, François Pescatore, Hg. und Übers.: Lektüre zu de Sade. Stroemfeld, Basel 1981, ISBN 3-87877-163-0, S. 153–182. Zuerst französisch in Zs. Obliques, Nr. 12-13, Paris 1977, S. 47–57